# واسکو دا گاما، گوا
واسکو دا گاما، گوا (به انگلیسی: Vasco da Gama, Goa) یک زیستگاه انسانی در هند است که در South Goa واقع شده‌است.

## خصوصیات
واسکو دا گاما ۴۳ متر بالاتر از سطح دریا واقع شده‌است.

## نگارخانه

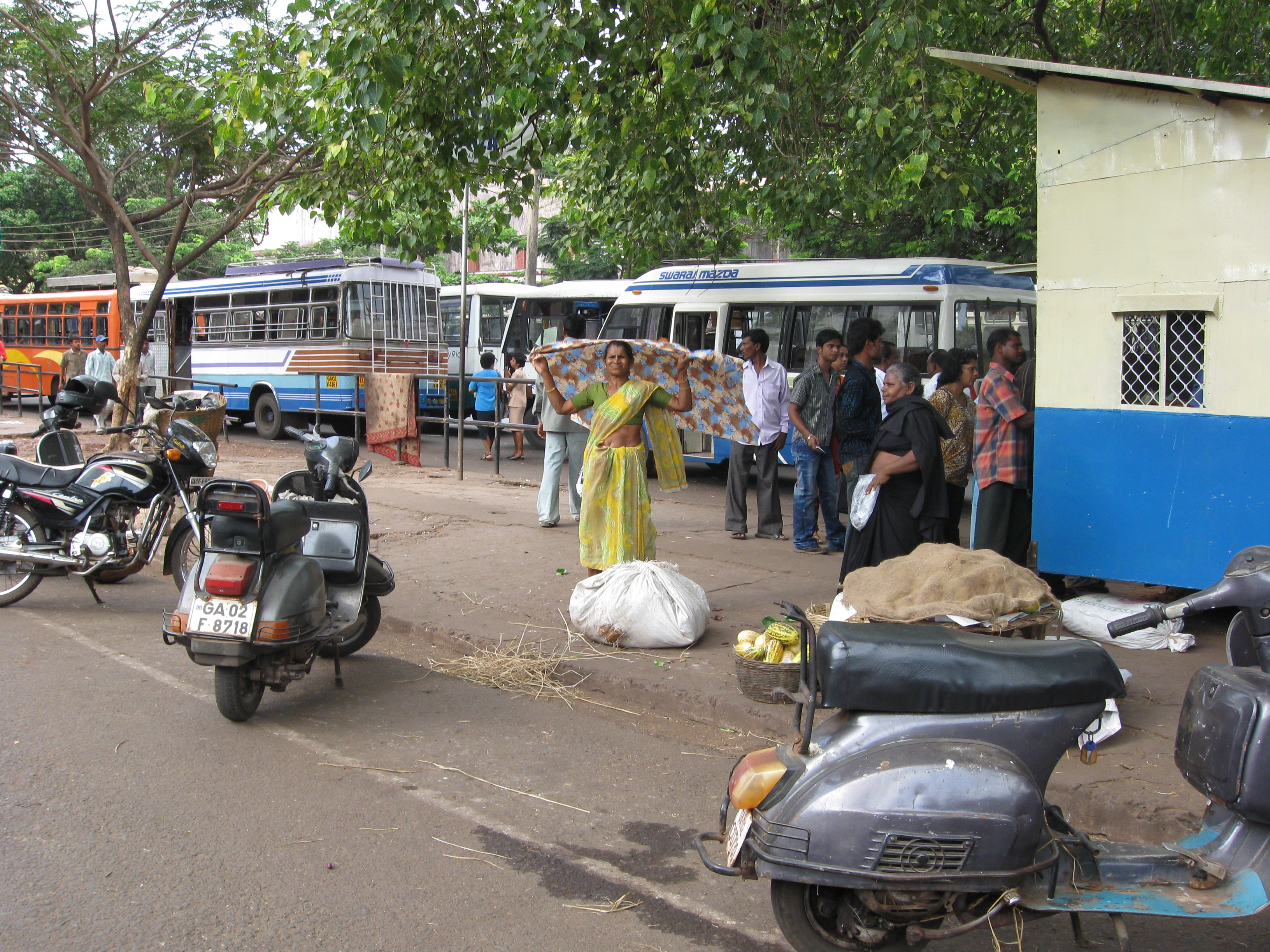
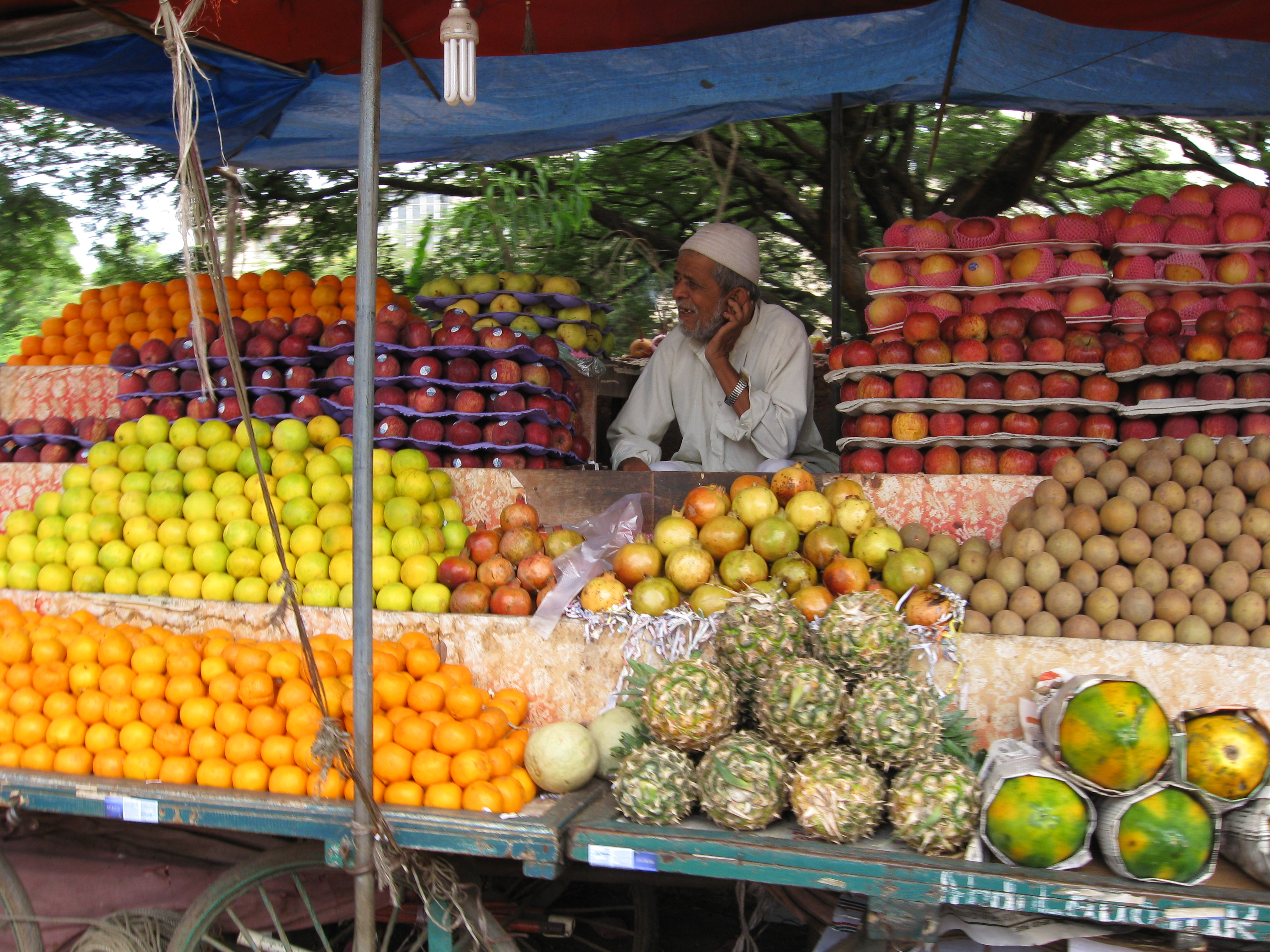
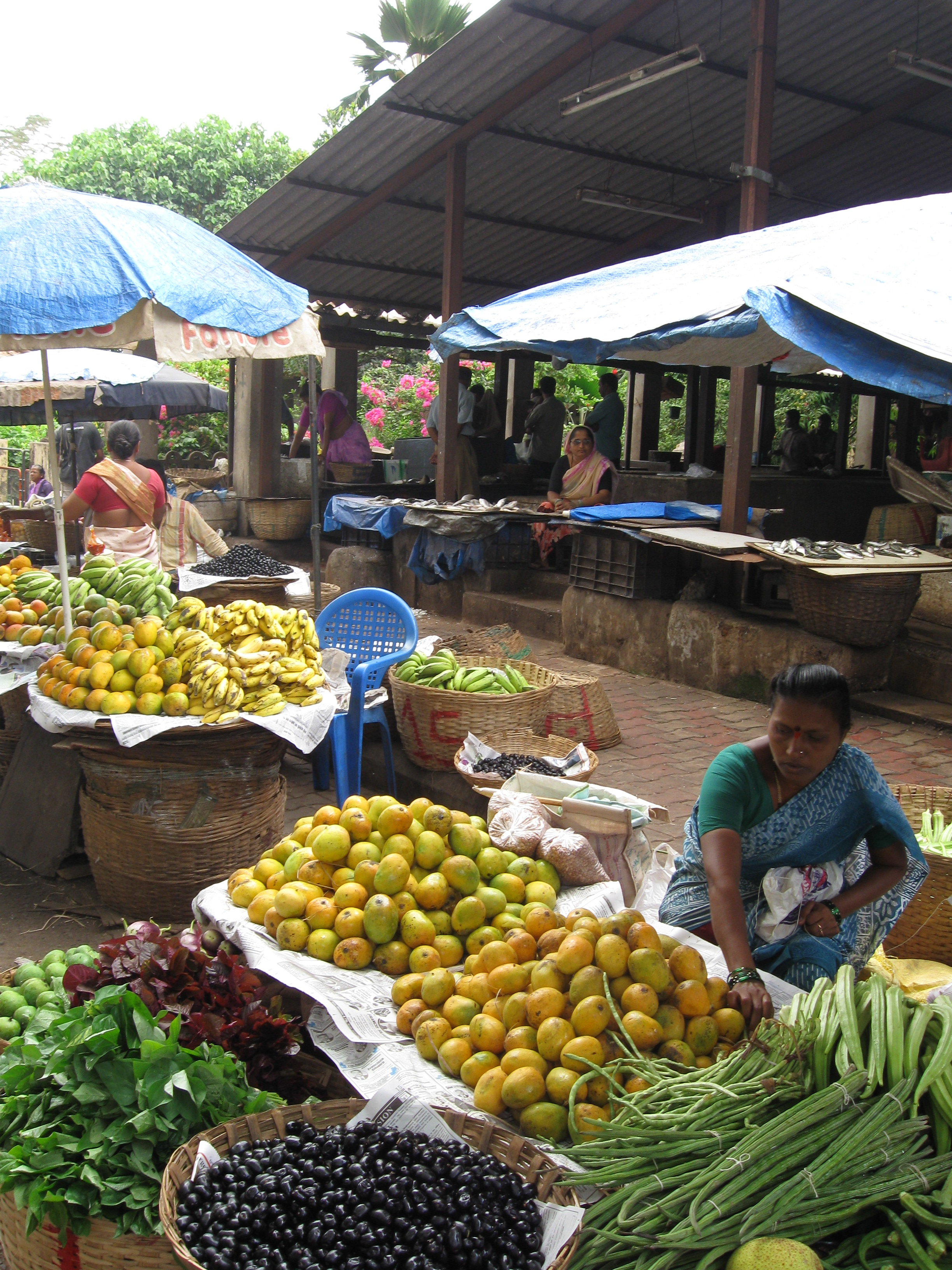
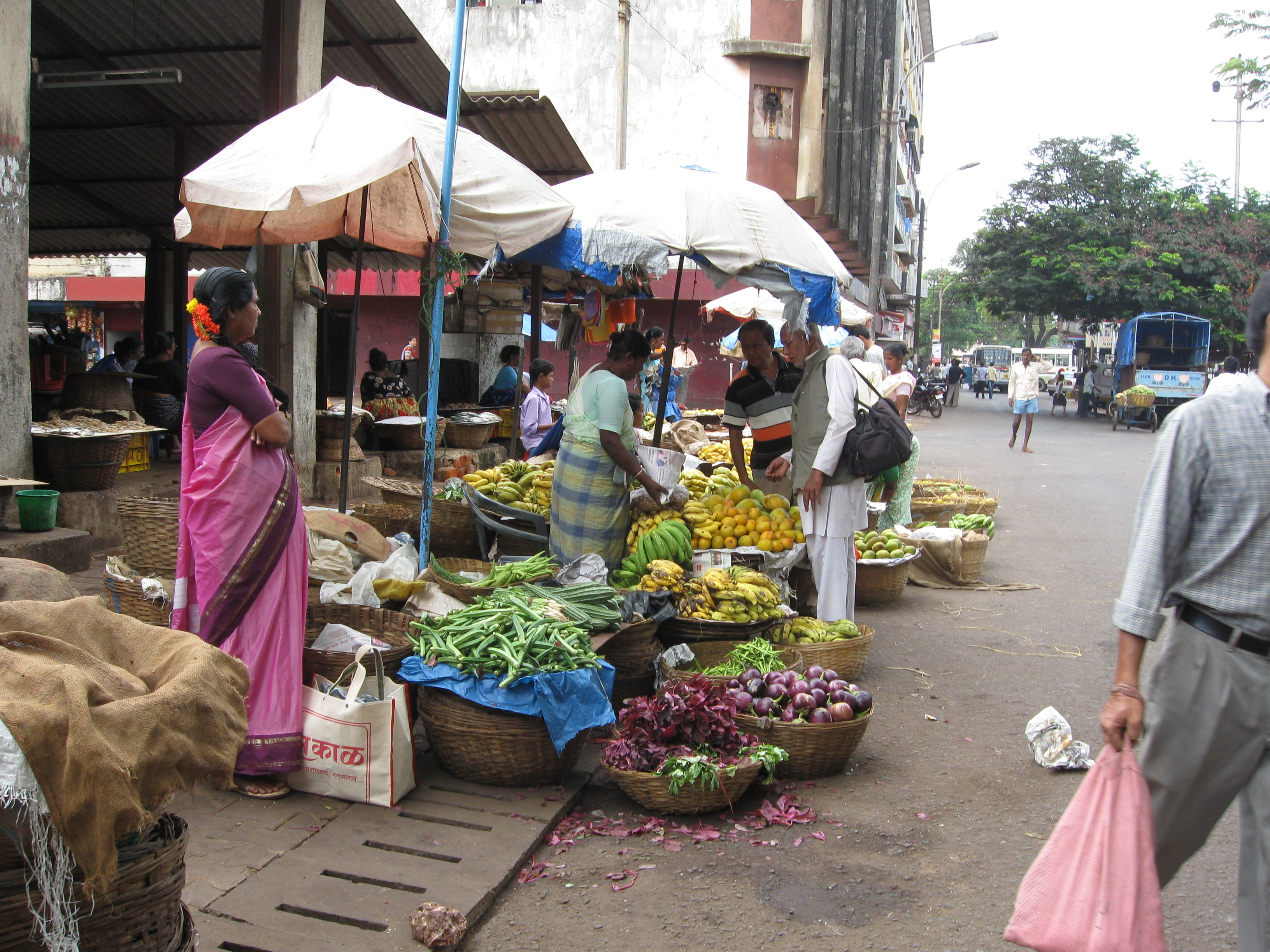
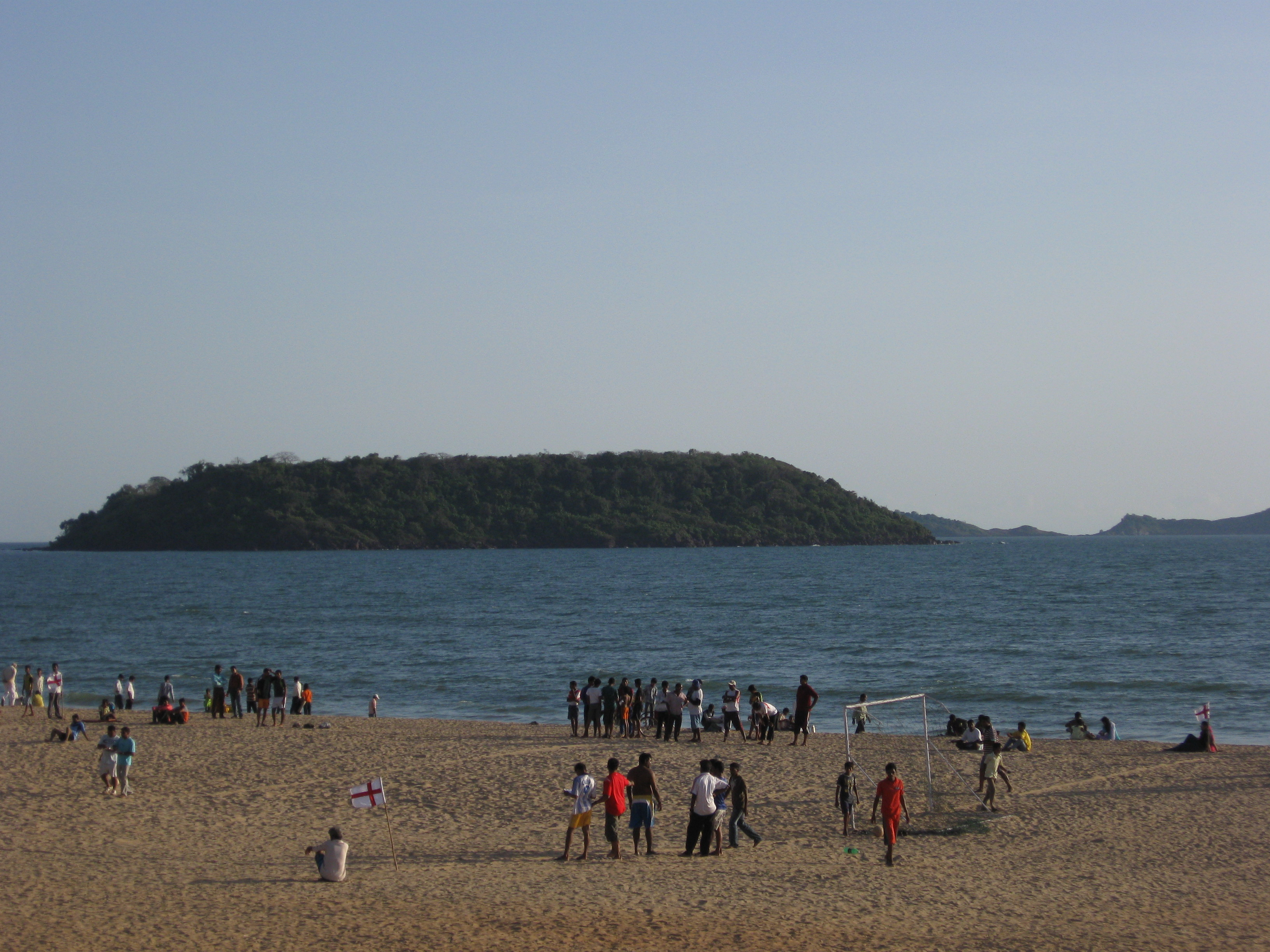
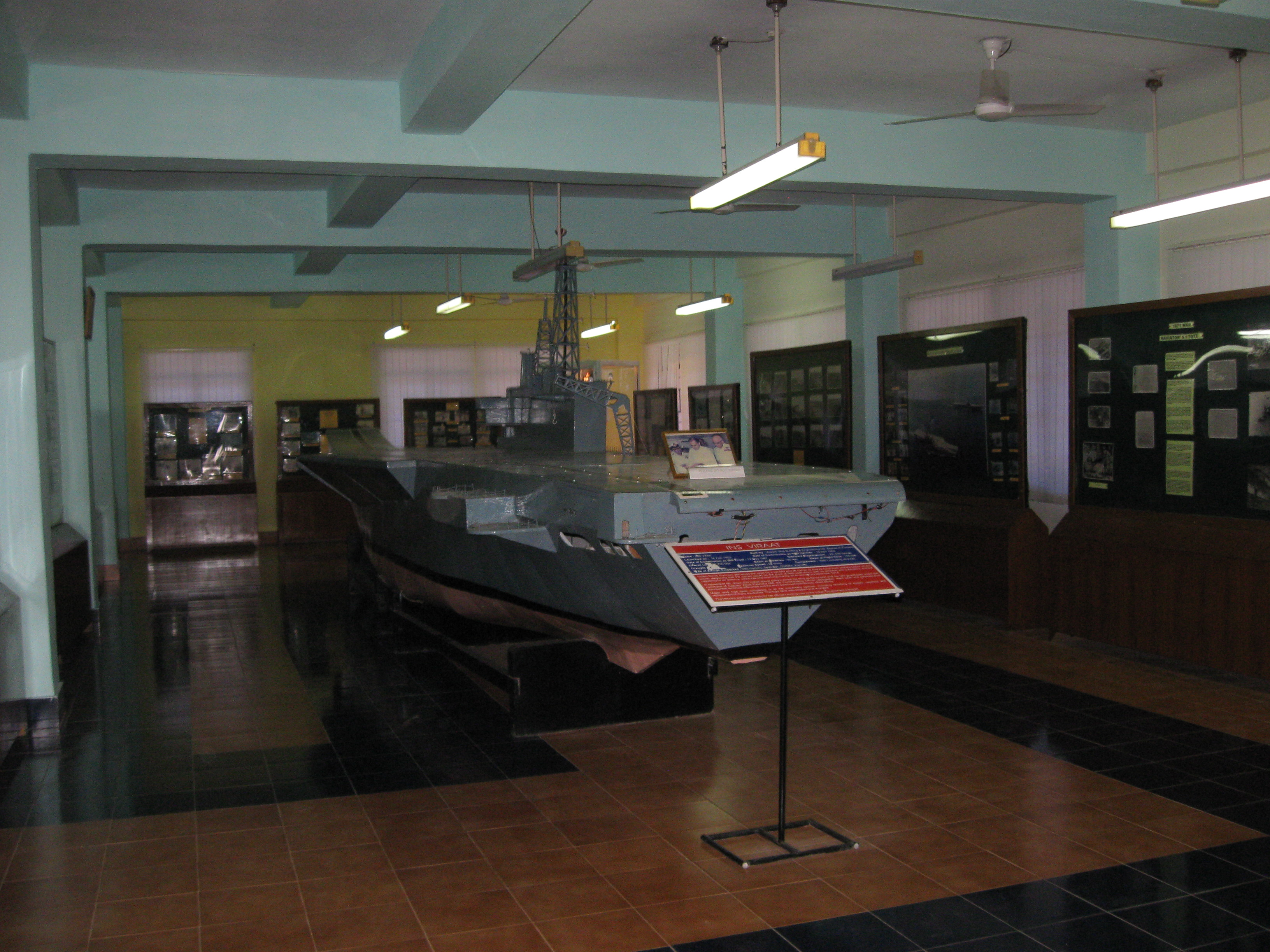